# Ludolf von Langen (Domherr)
Ludolf von Langen (* im 13. oder 14. Jahrhundert; † im 14. Jahrhundert) war Domherr in Münster.

## Leben

### Herkunft und Familie
Ludolf von Langen entstammte dem westfälischen Adelsgeschlecht von Langen, welches in seinem Wappen einen aus Rauten gebildeten Schrägbalken führte. Er war der Sohn des Hermann von Langen und dessen Gemahlin Jutta von Holte. Sein Bruder Lutbert war Domdechant in Münster. Sein Bruder Gerhard war Knappe. Am 2. September 1312 einigten sich die Brüder über die Aufteilung der väterlichen Erbschaft.
Ludolfs Neffe Lubbert war Domherr in Münster.

### Wirken
Am 3. September 1311 findet Ludolf erstmals als Domherr zu Münster urkundliche Erwähnung. Er besiegelte am 21. September 1313 das Kapitelstatut über die Präbendenvergabe und war im Besitz der Obedienz Swinhorst. Bis zum Jahre 1335 blieb er in seinem Amt.